# John Brown (koszykarz)
John Young Brown (ur. 14 grudnia 1951 we Frankfurcie) – amerykański koszykarz, występujący na pozycji skrzydłowego.
W 1972 roku został wybrany do drużyny olimpijskiej USA, z powodu kontuzji nie wziął udziału w igrzyskach.

## Osiągnięcia
NCAA
- Zaliczony do:
  - I składu All Big 8 (1972, 1973)[1]
  - II składu All-American (1973 przez Converse)[2]
  - III składu All-American (1973 przez AP i NABC)[3]
- Drużyna Missouri Tigers zastrzegła należący do niego numer 50 (10 marca 2019)[4]

NBA
- Wybrany do I składu debiutantów NBA (1974)[5]